# Limbo Combi Porter 90
Der Limbo Combi Porter 90 (auch als LCP 90 bezeichnet) ist ein Küstenmotorschiffstyp der niederländischen Werft Scheepswerf Peters.

## Geschichte
Die Schiffe des Typs wurden auf der Werft Scheepswerf Peters in Kampen für die niederländische Reederei Amasus Shipping in Delfzijl gebaut. Die Rohbauten wurden jeweils von russischen bzw. kroatischen Werften zugeliefert. Die ersten beiden Einheiten kamen für Amasus Shipping in Fahrt, die beiden folgenden Einheiten wurden noch während des Baus von Wagenborg Shipping in Delfzijl übernommen, die ab 2004 auch die ersten beiden Einheiten übernahm. Alle Schiffe führten zunächst die niederländische Flagge, Heimathafen war Delfzijl. Die meisten Schiffe wurden später verkauft, lediglich die Samira wird noch von Wagenborg Shipping befrachtet.

## Beschreibung
Die Schiffe werden von einem auf 749 kW Leistung gedrosselten Viertakt-Achtzylinder-Dieselmotor des Typs Caterpillar 3512TA angetrieben. Der Motor wirkt auf einen Festpropeller. Die Geschwindigkeit der Schiffe beträgt circa 10 kn. Sie sind mit einem mit 175 kW Leistung angetriebenen und als Wasserstrahlantrieb ausgelegten Bugstrahlruder ausgestattet. Für die Stromerzeugung stehen ein von einem Dieselmotor mit 184 kW angetriebener Generator (230 kVA Scheinleistung) sowie ein von einem Dieselmotor mit 64 kW Leistung angetriebener Generator (80 kVA Scheinleistung) zur Verfügung. Weiterhin wurde ein von einem Dieselmotor mit 64 kW Leistung angetriebener Notgenerator (80 kVA Scheinleistung) verbaut.
Die Schiffe verfügen über einen kastenförmigen Laderaum. Dieser ist 53,4 m lang, 8,4 m breit und 6,0 m hoch. Der Laderauminhalt beträgt rund 2691 m³. Zur horizontalen Unterteilung des Laderaums stehen zwei Schotten zur Verfügung. Werden die Schotten nicht verwendet, können sie am vorderen Ende des Laderaums abgestellt werden. Die verfügbare Länge des Laderaums verringert sich dadurch auf 52,4 m. Die Tankdecke kann mit 15 t/m² belastet werden. Der Laderaum ist mit acht Stapellukendeckeln verschlossen. Die Lukendeckel und die Schotten können mithilfe eines Lukenwagens bewegt werden.
Die Schiffe sind für den Transport von Containern vorbereitet. Die Containerkapazität beträgt 72 TEU. Davon können 48 TEU in zwei Lagen übereinander im Laderaum und 24 TEU in einer Lage an Deck transportiert werden. Pro Lage können acht 20-Fuß-Container hintereinander und drei Container nebeneinander geladen werden.
Im hinteren Bereich der Schiffe befinden sich der Maschinenraum und das Deck mit den Einrichtungen für die Schiffsbesatzung. Darauf ist ein Poopdeck unter anderem mit verschiedenen technischen Betriebsräumen aufgesetzt. Davor befindet sich die vom Poopdeck abgesetzte und höhenverstellbare Brücke. Ist die Brücke heruntergefahren, beträgt die Höhe über der Wasserlinie in Ballast 6,3 m. Zur Unterquerung von Flüsse und Kanäle überspannende Brücken können die Masten geklappt werden.

## Schiffe
| Limbo Combi Porter 90 | Limbo Combi Porter 90 | Limbo Combi Porter 90 | Limbo Combi Porter 90 | Limbo Combi Porter 90                                     |
| Bauname               | Bau- nummer           | IMO-Nummer            | Ablieferung           | Umbenennungen und Verbleib                                |
| --------------------- | --------------------- | --------------------- | --------------------- | --------------------------------------------------------- |
| Hansa Parijs          | 478                   | 9232486               | 2. Januar 2001        | 2006: Willeke, 2019: Eurica                               |
| Hansa Lyon            | 479                   | 9232498               | 30. März 2001         | 2005: Zeeland, 2009: Amadeus                              |
| Hansa Marseille       | 480                   | 9240732               | 26. September 2003    | 2003: in Fahrt als Christine, 2007: Tharsis, 2011: Figaro |
| Hansa Londen          | 501                   | 9240744               | 9. Juli 2004          | 2004: Samira                                              |